# 쇠렌 분드고르
쇠렌 분드고르(Søren Bundgaard, 1956년 3월 4일 ~ )는 덴마크의 가수, 배우이다. 키르스텐 시고르 결성 음악 그룹 핫 아이즈의 일원으로도 활동한 경력을 갖고 있다. 3차례의 유로비전 송 콘테스트(1984, 1985, 1988)에서 덴마크 대표로 참가했다. 